# پلی‌بوتیلن سوکسینات
پلی‌بوتیلن سوکسینات (PBS) (گاهی اوقات پلی تترامتیلن سوکسینات) رزین پلیمری ترموپلاستیک از خانواده پلی‌استر است. این ماده یک پلی‌استر آلیفاتیک تجزیه‌پذیر با خواص قابل مقایسه با پلی پروپیلن است.
همچنین ممکن است با نام های تجاری Bionolle (شووا دنکو)، BioPBS (میتسوبیشی) شناخته شود. پلی‌بوتیلن سوکسینات شامل واحدهای پلیمریزاسیون بوتیلن سوکسینات با تکرار C
8H
12O
4 است.

## تاریخچه

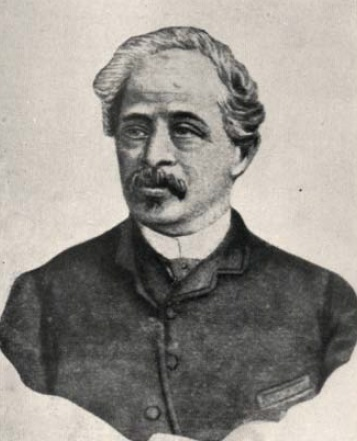
A. V. Lourenço

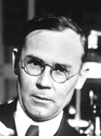
W. H. Carothers

سنتز پلی‌استرهای مبتنی بر اسید سوکسینیک برای اولین بار در سال ۱۸۶۳ انجام شد. در آن زمان دانشمند پرتغالی، آگوستینیو ویسنته لورنچو، در تحقیق درمورد ترکیبات چند اتمی، واکنش بین اسید سوکسینیک و اتیلن گلیکول را برای ایجاد آنچه او "سوکسینو اتیلنیک اسید" نامید، توصیف کرد. او متوجه شد که این اسید وقتی در دمای بالا گرم می‌شود آب را از دست می‌دهد (۳۰۰ درجه سانتی‌گراد) و یک توده کریستالی پس از خنک شدن بدست می‌آید. متأسفانه، لورنچو ساختار مواد به دست آمده را زیاد مطالعه نکرد.
بعداً دیویدوف (۱۸۸۶)،  و سپس ولندر (۱۸۹۴) با استفاده از روش‌های مختلف این ماده مشابه را تهیه کردند. این کارهای اولیه در دهه ۱۹۳۰توسط والاس هیوم کارترز با مطالعه سیستماتیک‌تری از پلی‌استرهای مبتنی بر اسید سوکسینیک دنبال شد. در آن زمان هدف از چنین مطالعه‌ای یافتن جایگزینی مصنوعی برای الیاف ابریشم طبیعی بود.
کاروترز با حذف آب در یک فرآیند تقطیر مداوم، پلیمرهایی با جرم مولی به‌طور قابل توجهی بیشتر از آنچه قبلاً سنتز شده بود، بدست آورد. با این وجود، خواص محصولات نهایی کیفیت مورد انتظار را نشان نمی‌داد. بنابراین کاروترز توجه بیشتری به پلی‌آمیدها کرده و با همکارش جولیان هیل نایلون ۶و۶ را اختراع کرد.
بعداً فلوری (۱۹۴۶) سنتز بهبود یافته پلی‌استرهای آلیفاتیک با کلرید دی اسید را پیشنهاد کرد.
در اوایل دهه ۱۹۹۰، پس از بیش از ۴۰ سال به فراموش سپرده شدن، این پلیمر به دلیل افزایش تقاضا برای پلیمرهایی با منشا زیستی و زیست تخریب پذیر مورد توجه مجدد قرار گرفت.

## سنتز
مانند سایر پلی‌استرها مانند پلی اتیلن ترفتالات، دو مسیر اصلی برای سنتز وجود دارد: فرایند تبادل استری (از دی‌استرهای سوکسینات) و فرایند استری شدن مستقیم که از دی اسید شروع می‌شود. استری شدن مستقیم اسید سوکسینیک با 1،4-بوتان‌دی‌ال رایج ترین روش برای تولید است که شامل یک فرایند دو مرحله‌ای می‌باشد. ابتدا مقدار اضافی دی‌ال با دی‌اسید استری شده تا با حذف آب، اولیگومر پلی‌بوتیلن سوکسینات ایجاد شود.سپس، این اولیگومر تحت خلاء تبادل استری می‌شوند تا یک پلیمر با جرم مولی بالا تشکیل دهند. این مرحله به یک کاتالیزور مناسب مانند مشتقات تیتانیوم، زیرکونیوم، قلع یا ژرمانیوم نیاز دارد.

## کاربردها
از آنجایی که پلی‌بوتیلن سوکسینات به‌طور طبیعی به آب و کربن دی اکسید تجزیه می‌شود ممکن است جایگزینی جایگزینی زیست تخریب پذیر برای برخی از پلاستیک های رایج باشد. دامنه زمینه‌های کاربردی این پلیمر هنوز در حال رشد است و می‌توان چندین حوزه را برای آن مشخص کرد.
ابتدا در زمینه‌ی بسته بندی، پلی‌بوتیلن سوکسینات را می‌توان به عنوان فیلم، کیسه یا جعبه برای بسته‌بندی مواد غذایی و لوازم آرایشی استفاده کرد. سایر کاربردهای را می‌توان به‌عنوان محصولات یکبار مصرف مانند ظروف یا مقالات پزشکی یافت.
در کشاورزی، پلی‌بوتیلن سوکسینات برای ساخت فیلم‌های مالچ یا مواد دیررس برای آفت کش و کود استفاده می‌شود. همچنین انتظار می‌رود که سهمی نیز در بازارهای دیگر مثل ماهیگیری (برای تورهای ماهیگیری)، جنگلداری، مهندسی عمران یا سایر زمینه‌هایی که بازیابی و بازیافت مواد پس از استفاده مشکل ساز است، داشته باشد.
در زمینه پزشکی، PBS می‌تواند به‌عنوان سیستم‌های کپسوله‌سازی تجزیه پذیر زیست محیطی مورد استفاده قرار گیرد،  و همچنین برای ایمپلنت‌ها مورد بررسی قرار گرفته است.

## تولید صنعتی
در صنعت، بهبود سنتز پلی‌بوتیلن سوکسینات اجازه تولید در مقیاس بزرگ این پلیمر را داده است. شرکت ژاپنی Showa، در سال ۱۹۹۳ یک کارخانه نیمه تجاری ساخت که می‌تواند ۳ هزار تن پلیمر در سال تولید کند. این پلی‌استرها که با نام تجاری Bionolle فروخته می‌شوند، از طریق پلیمریزاسیون تراکمی مذاب و سپس گسترش زنجیر با دی ایزوسیانات سنتز می‌شوند.
بعدتر، در آوریل ۲۰۰۳، مواد شیمیایی میتسوبیشی ظرفیت ۳ هزار تن در سال ایجاد کرد و یک پلی‌بوتیلن سوکسینات سبز و پایدار را به بازار عرضه کرد. این پلیمر بدون استفاده از افزاینده زنجیر (chain extender) می‌تواند به جرم‌های مولکولی بالایی برسد. از آن زمان، چندین تولید کننده پلی‌بوتیلن سوکسینات مانند Hexing Chemical (آنهویی، چین)، داروسازی Xinfu (هانگزو، چین) یا IRe Chemical (کره جنوبی) در بازار ظهور کرده اند.
در سال ۲۰۱۰، Hexing Chemical اولین شرکت بزرگ پلی‌بوتیلن سوکسینات در مقیاس بزرگ با ظرفیت سالانه ۱۰ هزار تن شد. در همان سال داروسازی شینفو از ایجاد بزرگترین خط تولید مداوم پلی‌بوتیلن سوکسینات در جهان با ظرفیت سالانه ۲۰ هزار تن خبر داد. در حال حاضر اکثر این پلی‌آلکیلن سوکسینات‌ها از پیش‌سازهای پتروشیمی سنتز می‌شوند. با این وجود، اکثر تولیدکنندگان برای سنتز این پلی‌استرها در حال ارزیابی یا توسعه اسید سوکسینیک تولید شده بر پایه منابع زیستی هستند. در سال ۲۰۱۶، Showa Denko با اشاره به تأخیر در مقررات زیست محیطی در مورد کیسه های پلاستیکی خرید و کاهش قیمت در بازار پلاستیک های تجزیه پذیر، پایان تولید و فروش Bionolle را اعلام کرد.